# Ипсиланти, Константин
Константи́н Ипсила́нти (греч. Κωνσταντίνος  Υψηλάντης; молд. и рум. Konstantin Ypsilanti; 1760, Константинополь — 24 июня 1816, Киев) — великий драгоман Порты в 1796—1799 годах, господарь Молдовы в 1799—1802 и Валахии в 1802—1806 годах. Член фанариотского аристократического рода Ипсиланти.

## Биография

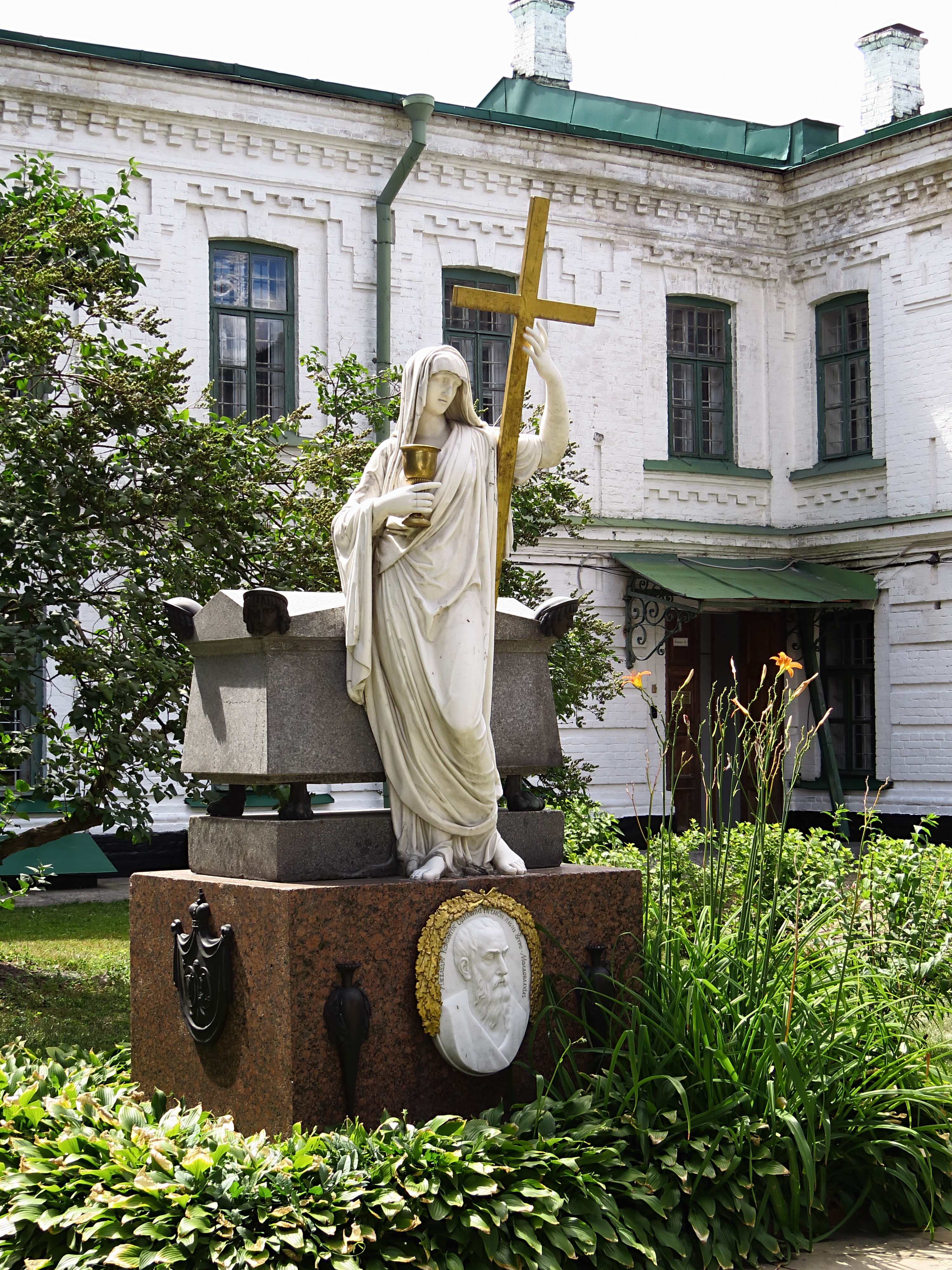
Восстановленный кенотаф К. Ипсиланти из Георгиевской церкви. Экспонируется в Киево-Печерской лавре

Унаследовав убеждения отца, он продолжал его политику. Участвовал в заговоре с целью освобождения Греции от османского господства. Когда его замыслы были раскрыты турецкому правительству французским посланником Себастиани, Ипсиланти бежал в Россию, отделавшись лишь конфискацией имущества. Его попытки склонить императора Александра I к активной политике в пользу Греции не увенчались успехом; русские власти относились с крайней подозрительностью к его оживлённым сношениям с революционерами Балканского полуострова.
В 1806 году во главе 20 тысячной русской армии вернулся в Бухарест. Тильзитский мир положил конец его планам по освобождению Греции.
Константин Ипсиланти умер в Киеве, оставив после себя пять сыновей, трое из которых (Александр, Дмитрий и Георгий) были офицерами русской армии и сыграли важную роль в войне за независимость Греции. На его старшей дочери Елене (1788—1837) был женат российский дипломат греческого происхождения Александр Фёдорович Негри.